# Лексингтон (Северная Каролина)
Лексингтон (англ. Lexington) — город и административный центр (столица) округа Дейвидсон в штате Северная Каролина в Соединённых Штатах Америки.
Согласно результатам переписи населения США, проведённой в 2020 году, число жителей города составляло 19 632 человека, что, для такого небольшого населённого пункта, существенно больше (+ 3,7%), чем было во время предыдущей переписи прошедшей в 2010 году (18 931 человек).

## История

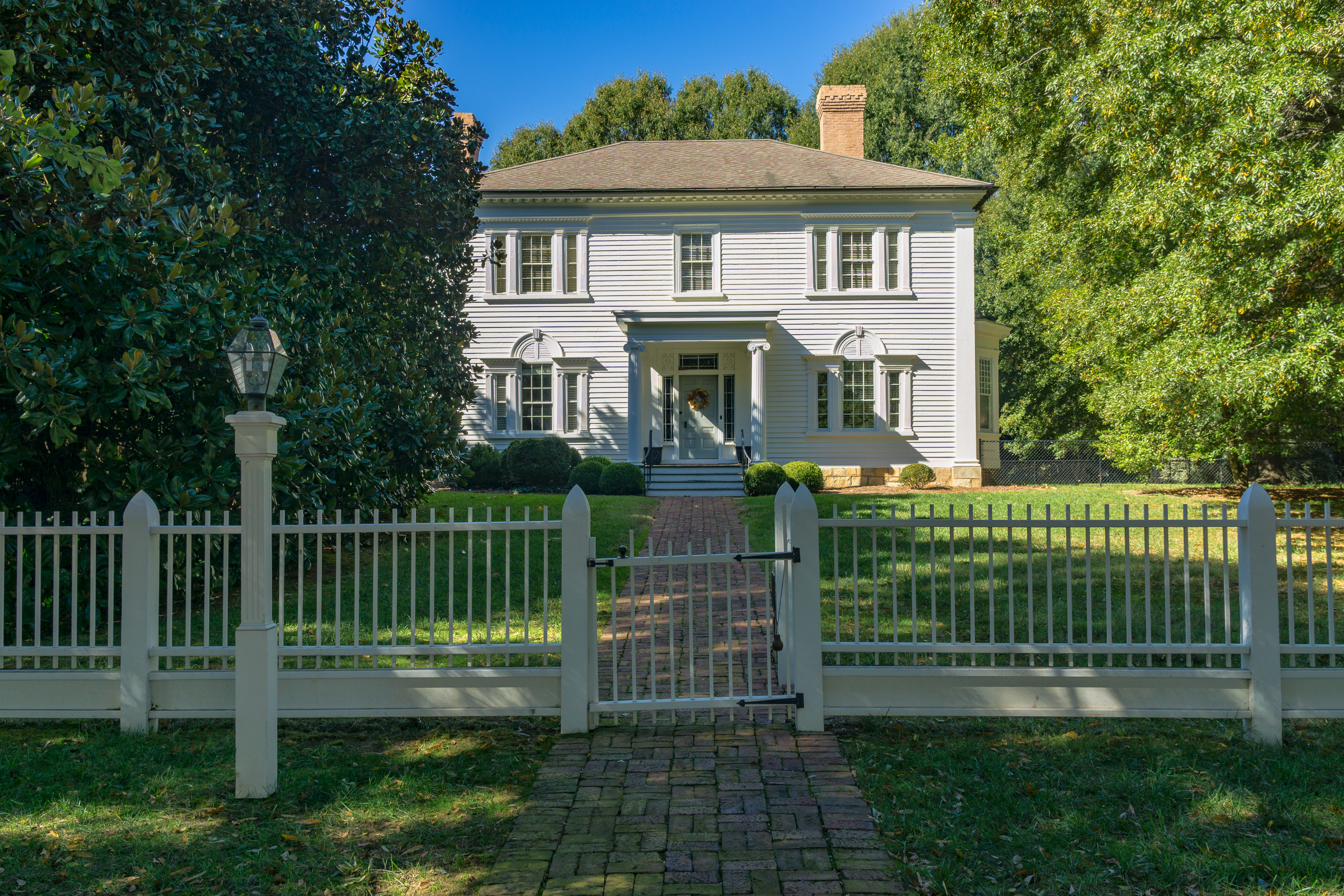
Дом Холта — старейший сохранившийся дом в Лексингтоне (НРИМ)

Район Лексингтона был заселён европейскоми колонистами в 1775 году. Поселенцы назвали своё сообщество в честь города Лексингтона в штате Массачусетс — места первого столкновения в ходе Войны за независимость США. 
В 1828 году поселение было инкорпорировано и включено в реестр штата, благодаря чему некорпоративное сообщество Лексингтон официально получило статус города («Сity of» / «Town of»). В 1880 году население города составляло 475 человек.
Исторический центр города и множество отдельных архитектурных объектов города были занесены в Национальный реестр исторических мест США, что привлекает множество туристов и существенно способствует наполнению городского бюджета.

## География
В соответствии с данными указанными на сайте центрального статистического органа страны — Бюро переписи населения США, общая площадь города Лексингтон составляет 46,6 км² и вся эта территория покрыта сушей.
Через город проходит межштатная автомагистраль I-85, которая пересекается здесь с автомагистралью US 52.

## Климат

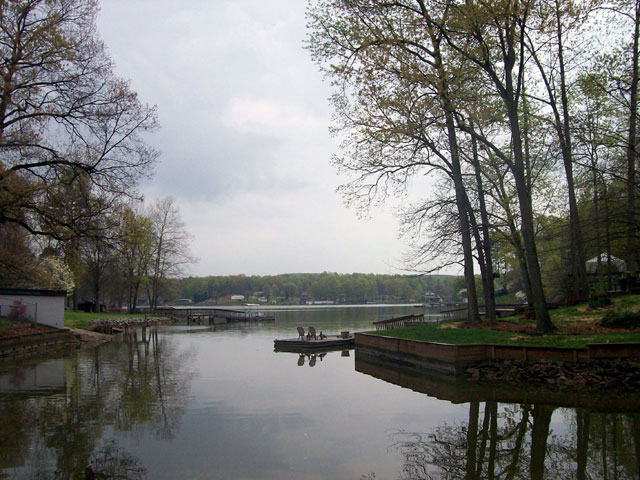
Озеро Хай-Рок

Весной и летом в Лексингтоне часто случаются грозы, в том числе и сильные. 
Согласно данным представленным Национальной метеорологической службой США город Лексингтон, расположенный в центральной части Северной Каролины, между Аппалачскими горами и побережьем Средней Атлантики, отличается влажным субтропическим климатом с умеренными температурами весной и осенью и тёплым или жарким летом. 
Зимы относительно мягкие и влажные, с максимальной температурой около 40-50 градусов Цельсия, а ночные минимумы в среднем составляют чуть ниже нуля.